# I ett vinterland
I ett vinterland är ett album av Ulf Lundell. Den första CD-utgåvan släpptes 20 november 2000 och en andra utgåva 11 juni 2001, då även innehållande EP-skivan Jolly Roger. Albumet producerades av Michael Ilbert, Christoffer Lundquist och Ulf Lundell.

## Låtlista
1. "Det nakna trädet" – 3:50
2. "Vinterland" – 5:11
3. "Den här vägen" – 4:55
4. "Hennes rygg" – 5:37
5. "Lycklig man" – 4:14
6. "Atlanten" – 5:03
7. "Palatset" – 5:09
8. "En ny dag randas" – 5:10
9. "Regn" – 6:48
10. "Sommarens sista servitris" – 5:50
11. "Ett stenbord i Toscana" – 6:45
12. "Jag saknar dej" – 6:17
13. "Altaret i Maria" – 5:44
14. "Låt det snöa" – 4:48
15. "Samma land" – 2:03

## Medverkande
- Ulf Lundell – akustisk gitarr, sång, munspel, handklapp, kör, bouzouki, tape loops
- Jan Bark – akustisk gitarr, elgitarr, Rickenbacker 12:a, slide solo, kör, sologitarr, bouzouki, E-bow, mandolin
- Jørn Christensen – elgitarr, akustisk gitarr, sologitarr, flygel, E-bow
- Martin Hederos – Hammondorgel, mellotron, piano, solina, flygel, rhodes, Wurlitzer, Juno-106, celeste, space-flygel, orgel, cembalo
- Christoffer Lundquist – bas, kör, bassynth, arp, elgitarr, spacegitarr, cittra, celeste, orgel, synth, dulcimer, bouzouki, orkesterarrangemang
- Christer Jansson – trummor, tamburin, maracas, cabasa, percussion, timpani, bjällror
- Michael Ilbert – handklapp, space eko, space synth, tape loops
- Alex Olsson – handklapp
- Ayman Sedki – percussion, afrikansk, shaker, dof
- Ahmed el Ghazar – sagat
- Gaber el Girgawi – mizmar, neyflöjt
- Nynne Lyhne Larsen – kör
- Ebba Forsberg – refrängsång, kör
- Eva Landquist – kör
- Petter Lindgård – trumpet, flügelhorn
- Jens Lindgård – trombon
- Sven Andersson – tenor- och barytonsaxofon
- Ale Möller – skalmeja, hackbräde, bordunflöjt, mandola
- Edip Akinci – darbuka, fingercymbaler, erbane, davul
- Svante Henryson – cello
- Pål Svenre – flygel
- Thord Svedlund – dirigent
- Medlemmar ur Göteborgssymfonikerna

## Listplaceringar
| Lista (2000-2001) | Topplacering |
| ----------------- | ------------ |
| Sverige           | 6            |